# Smykowo
Smykowo (niem. Schmückwalde), w latach 1945–1992 Szmykwałd – wieś/osada w Polsce położona w, w powiecie ostródzkim, w gminie Ostróda. W latach 1975–1998 miejscowość administracyjnie należała do województwa olsztyńskiego.

## Historia
- Po wojnie: Szmykwałd (w Tece Toruńskiej też: Szmikwałd, Snógwałd).
- Pierwotnie: Smickinwalde (1332), Smyckinwalde (1347). Biolik w tych formach doszukuje się nazwy pruskiej, pochodzącej od pruskiej n. osobowej Smigis z końcówką -in. Niemniej, autorzy NMP rozważają również niemiecką etymologię.
- Leyding podaje również zapis Smyckow (którego daty ani źródła nie udało mi się ustalić, nie pojawia się on w żadnej innej literaturze), który mógłby dawać usprawiedliwienie obowiązującej formie Smykowo (jako pierwotnej nazwie słowiańskiej lub pruskiej), jednak nie ma
- dowodów na istnienie takiej nazwy polskiej w tradycji przedwojennej. Autentycznie poświadczona jest za to forma Szmykwałd i do tej ludowej formy postuluję powrót.
- Gwarowo: Šmygvau̯t(gen. -vau̯da / -vau̯du).

Wieś wymieniana w dokumentach w 1332 roku. Z dokumentów wynika także, że kościół we wsi istniał już w 1347, a nabożeństwa odprawiał w nim ksiądz Jan. W 1482 Marcin Truchsess nadał Grzegorzowi Plöschwitz 80 włók w Smykowie na prawie magdeburskim. W 1540 wieś należała do Samsona Plöschwitza i Stenzela (Stanisława) Radzymińskiego. We wsi było dwóch sołtysów, niemiecki i polski, a także krawiec. W roku 1570 we wsi odnotowano dwa majątki ziemskie po 20 włók każdy. Ponadto we wsi było 15 chłopów dwuwłókowych, kowal, młynarz i karczmarz. Wieś obejmowała łącznie 80 włók. Nieco później we wsi był także szklarz, rzeźnik i bednarz. W 1598 zakończono budowę kościoła (rozpoczęto inwestycję w 1584 ). W tym czasie Smykowo było filią parafii w Pietrzwałdzie. W 1615 starostwo zaproponowało na pastora w Smykowie Mateusza Lisbińskiego, wygnanego z Poznania. Przeciw tej propozycji zaprotestowała okoliczna szlachta i nie wpuściła do parafii. Pastorem został Adam Nadrau, kapelan z Królewca. W 1618 zakończono odbudowę kościoła, współfinansowaną przez ród Fincków. W tym czasie pastorem był Marcin Timperus, który wyklął mieszkańców Stańkowa i Janowic za brak subordynacji. W okresie wojen szwedzkich dzieci w Smykowie nauczane były przez nauczyciela z Lipowa. W czasie drugiej wojny szwedzkiej Tatarzy uprowadzili Jakuba Kersteina. W latach 1645–1695 kościół w Smykowie był filią parafii w Samoborowie.
W 1674 starosta Fryderyk Finck i Jerzy Finck posiadali łącznie w Smykowie 61,5 włóki ziemi. W czasie wizytacji kościelnej w 1687, zauważono, że Finck z Rynu zalegał z czynszem na rzecz tutejszego kościoła za ostatnie 60 lat na sumę 848 grzywien. W 1783 w Smykowie było 28 domów (gospodarstw domowych).
W 1939 we wsi mieszkało 611 osób.